# IMT Advanced

Estàndards de xarxa cel·lular i cronologia de generació

Les Normes Internacionals de Telecomunicacions Mòbils Avançades (IMT-Advanced) són els requisits emesos pel Sector de Radiocomunicacions de la UIT (ITU-R) de la Unió Internacional de Telecomunicacions (UIT) el 2008 per al que es comercialitza com a servei de telefonia mòbil i accés a Internet 4G (o a Turquia com a 4.5G).

## 4G

### Descripció
S'espera que un sistema IMT-Advanced proporcioni una solució de banda ampla mòbil completa i segura basada en IP per a mòdems sense fil d'ordinadors portàtils, telèfons intel·ligents i altres dispositius mòbils. Es poden proporcionar als usuaris serveis com ara accés a Internet de banda ultra ampla, veu sobre IP, serveis de jocs i transmissió multimèdia.
L'IMT-Advanced està pensat per adaptar-se als requisits de qualitat de servei (QoS) i de velocitat establerts pel desenvolupament posterior d'aplicacions existents com l'accés a banda ampla mòbil, el servei de missatgeria multimèdia (MMS), el xat de vídeo, la televisió mòbil, però també nous serveis com la televisió d'alta definició (HDTV). El 4G pot permetre la itinerància amb xarxes d'àrea local sense fil i pot interactuar amb sistemes de radiodifusió de vídeo digital. Es pretenia anar més enllà dels requisits de les Telecomunicacions Mòbils Internacionals de l'any 2000, que especifiquen els sistemes de telefonia mòbil comercialitzats com a 3G.

### Requisits
Els requisits específics de l'informe IMT-Advanced incloïen:
- Basat en una xarxa de commutació de paquets totalment IP.[4]
- Interoperabilitat amb els estàndards sense fil existents.[5]
- Una velocitat de dades nominal de 100 Mbit/s mentre el client es mou físicament a altes velocitats en relació amb l'estació, i 1 Gbit/s mentre que el client i l'estació es troben en posicions relativament fixes.[6]
- Comparteix i utilitza dinàmicament els recursos de xarxa per admetre més usuaris simultanis per cel·la.
- Amplada de banda del canal escalable 5–20 MHz, opcionalment fins a 40 MHz[7]
- Eficiència espectral d'enllaç màxima de 15 bit/s/Hz en l'enllaç descendent i 6,75 bit/s/Hz en l'enllaç ascendent (és a dir, que 1 Gbit/s en l'enllaç descendent hauria de ser possible per menys de 67 Ample de banda de MHz)
- Eficiència espectral del sistema de fins a 3 bit/s/Hz/cel·la en l'enllaç descendent i 2,25 bit/s/Hz/cel·la per a ús en interiors[7]
- Connectivitat sense fissures i roaming global a través de múltiples xarxes amb traspassos suaus[4]
- Capacitat per oferir un servei d'alta qualitat per a suport multimèdia

El primer conjunt de requisits de 3GPP sobre LTE Advanced es va aprovar el juny de 2008.
Un resum de les tecnologies que s'han estudiat com a base per a LTE Advanced s'inclou en un informe tècnic.
Tot i que la UIT adopta requisits i recomanacions per a tecnologies que s'utilitzarien per a comunicacions futures, en realitat no realitzen el treball de desenvolupament ells mateixos, i els països no les consideren normes vinculants. Altres grups comercials i organismes d'estàndards com l'Institut d'Enginyers Elèctrics i Electrònics, el WiMAX Forum i el 3GPP també hi tenen un paper.

### Tecnologies principals
Les tècniques de transmissió de la capa física que es preveu utilitzar inclouen:
- MIMO : Per aconseguir una eficiència espectral ultraalta mitjançant el processament espacial, incloent-hi MIMO multiantena i multiusuari.
- Equalització del domini de freqüència, per exemple "modulació multiportadora" (OFDM) en l'enllaç descendent o "equalització del domini de freqüència de portadora única" (SC-FDE) en l'enllaç ascendent: per explotar la propietat del canal selectiu de freqüència sense una equalització complexa.
- Multiplexació estadística en el domini de freqüència, per exemple (OFDMA) o (FDMA de portadora única) (SC-FDMA, OFDMA precodificat linealment, LP-OFDMA) a l'enllaç ascendent: taxa de bits variable assignant diferents subcanals a diferents usuaris en funció de les condicions del canal.
- Codis correctors d'errors del principi turbo: per minimitzar la relació senyal-soroll necessària al costat de la recepció
- Planificació dependent del canal: per utilitzar el canal variable en el temps.
- Adaptació d'enllaços: Modulació adaptativa i codis correctors d'errors.
- Retransmissió, incloent-hi xarxes de retransmissió fixes, i el concepte de retransmissió cooperativa, conegut com a protocol multimode.

## Predecessors

### Long Term Evolution

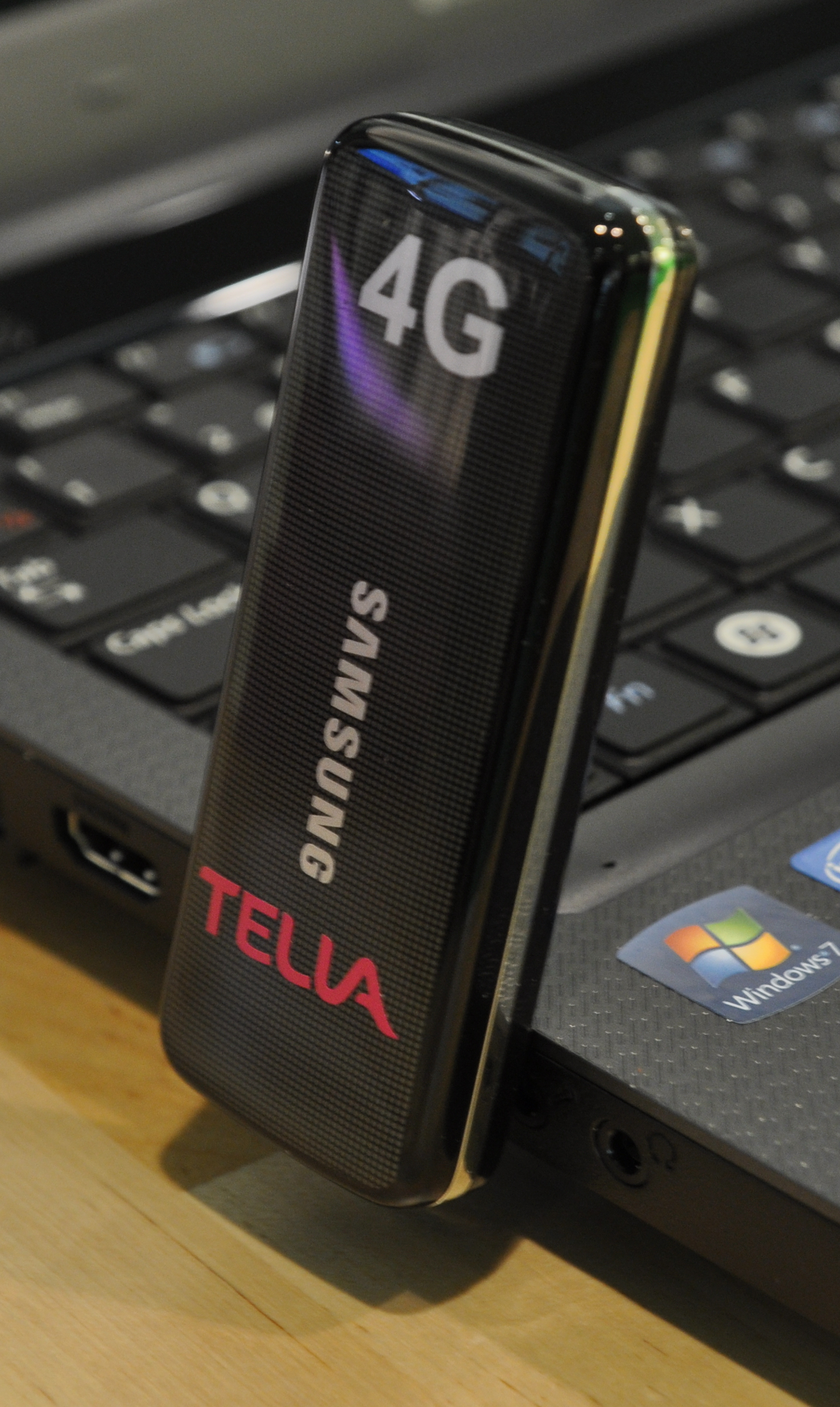
Mòdem LTE Samsung de la marca Telia

Long Term Evolution (LTE) té una capacitat màxima teòrica de taxa de bits neta de 100 Mbit/s en l'enllaç descendent i 50 Mbit/s a l'enllaç ascendent si és de 20 S'utilitza un canal de MHz. La capacitat és més gran si s'utilitza un conjunt d'antenes MIMO (múltiple-input and multiple-output). La interfície de ràdio física es va anomenar en una fase inicial "Accés a paquets ortogonals d'alta velocitat" i ara s'anomena E-UTRA.
La tecnologia de ràdio d'espectre estès de CDMA que s'utilitzava en sistemes 3G i cdmaOne s'ha abandonat. Va ser substituït per l'accés múltiple per divisió de freqüència ortogonal i altres esquemes d'accés múltiple per divisió de freqüència. Això es combina amb matrius d'antenes MIMO, assignació dinàmica de canals i programació dependent del canal.
Els primers serveis LTE disponibles públicament es van anomenar "4G" i es van obrir a la capital de Suècia , Estocolm (sistema Ericsson) i a la capital de Noruega, Oslo (un sistema Huawei) el 14 de desembre de 2009. Els terminals d'usuari van ser fabricats per Samsung.  Els tres principals operadors de telefonia mòbil dels EUA ofereixen serveis LTE.
A Corea del Sud, SK Telecom i LG U+ han habilitat l'accés al servei LTE des del juliol de 2011 per a dispositius de dades, i està previst que s'estengui a tot el país el 2012.

### WiMAX mòbil (IEEE 802.16e)
L'estàndard d'accés de banda ampla sense fil mòbil (MWBA) Mobile WiMAX (IEEE 802.16e-2005) (comercialitzat com a WiBro a Corea del Sud) de vegades s'anomena 4G i ofereix velocitats de dades màximes de 128 Mbit/s d'enllaç descendent i 56 Mbit/s d'enllaç ascendent en canals d'ample de 20 MHz.
El primer servei WiMAX mòbil comercial va ser inaugurat per KT a Seül, Corea del Sud, el juny de 2006.
El setembre de 2008, Sprint Nextel va comercialitzar Mobile WiMAX com una xarxa "4G" tot i que no complia els requisits IMT Advanced.
A Rússia, Bielorússia i Nicaragua, l'accés a internet de banda ampla WiMax l'ofereix l'empresa russa Scartel i també té la marca 4G, Yota.

### Banda ampla ultramòbil
Ultra Mobile Broadband (UMB) va ser el nom comercial d'un projecte 4G discontinuat dins del grup d'estandardització 3GPP2 per millorar l'estàndard de telefonia mòbil CDMA2000 per a aplicacions i requisits de nova generació. El novembre de 2008, Qualcomm, el patrocinador principal d'UMB, va anunciar que finalitzava el desenvolupament de la tecnologia, afavorint en canvi l'LTE. L'objectiu era aconseguir velocitats de dades superiors a 275 Mbit/s de baixada i més de 75 Mbit/s de flux amunt.
Ultra Mobile Broadband (UMB) va ser el nom comercial d'un projecte 4G discontinuat dins del grup d'estandardització 3GPP2 per millorar l'estàndard de telefonia mòbil CDMA2000 per a aplicacions i requisits de nova generació. El novembre de 2008, Qualcomm, el patrocinador principal d'UMB, va anunciar que finalitzava el desenvolupament de la tecnologia, afavorint en canvi l'LTE. L'objectiu era aconseguir velocitats de dades superiors a 275 Mbit/s de baixada i més de 75 Mbit/s de flux amunt.

### Flash-OFDM
En una fase inicial, s'esperava que el sistema Flash-OFDM es desenvolupés encara més fins a convertir-se en un estàndard 4G.

### iBurst i MBWA
La tecnologia iBurst, que utilitza l'accés múltiple per divisió espacial d'alta capacitat (HC-SDMA), es va considerar en una fase inicial com a predecessora del 4G. Va ser incorporat pel grup de treball Mobile Broadband Wireless Access (MBWA) a l'estàndard IEEE 802.20 el 2008.

## Sistemes candidats
A l'octubre de 2010, el Grup de Treball 5D de la UIT-R va aprovar dues tecnologies desenvolupades per la indústria. El 6 de desembre de 2010, la UIT va assenyalar que, si bé les versions actuals de LTE, WiMax i altres tecnologies 3G evolucionades no compleixen els requisits d'IMT-Advanced per al 4G, alguns poden utilitzar el terme "4G" de manera "indefinida" per representar els precursors de l'IMT-Advanced que mostren "un nivell substancial de millora en el rendiment i les capacitats respecte als sistemes inicials de tercera generació que s'han desplegat ara".